# Palazzo Lascaris (Nizza)
Palazzo Lascaris (Palais Lascaris in francese) è un edificio situato in rue Droite nel centro storico della città francese di Nizza. Dichiarato monumento storico il 15 febbraio 1946, ospita al suo interno un museo che conserva la seconda collezione di strumenti musicali antichi più grande di Francia.
Con i suoi saloni affrescati, lo scalone e i suoi stucchi, rappresenta il massimo esempio di barocco genovese presente a Nizza.

## Storia e descrizione
Il palazzo fu costruito a partire dal 1648 per volontà di Giovanni Battista Lascaris, maresciallo di campo di Carlo Emanuele II di Savoia. L'edificio restò in mano della famiglia Lascaris di Ventimiglia sino all'occupazione francese di Nizza del 1792. Requisito dalle autorità rivoluzionarie transalpine, fu poi venduto nel 1802.
Nel 1942 Palazzo Lascaris fu acquistato dal comune di Nizza. I lavori di restauro e recupero, iniziati nel 1963 terminarono nel 1970, anno in cui l'edificio fu riaperto al pubblico come museo municipale. Nel 2001 vi furono trasferiti gli strumenti musicali della collezione Gautier fino ad allora ospitati nel museo Masséna. La nuova esposizione aprì al pubblico dieci anni più tardi. Nel 2013 l'Institut de France ha donato al museo di Palazzo Lascaris la collezione di strumenti musicali raccolta da Gisèle Tissier-Grandpierre.
La facciata principale è scandita da finestre e balconi con balaustre di marmo bianco.
All'interno, un imponente corridoio con volta a crociera, decorato con motivi dai colori vigorosi, contribuisce a un bell'effetto visivo. Uno scalone monumentale chiuso da arcate e decorato con statue del XVII e XVIII secolo conduce alle sale del primo piano utilizzate per mostre temporanee.
Il secondo piano, il cosiddetto piano nobile, con i suoi appartamenti cerimoniali conserva le decorazioni originali del soffitto, dipinte con affreschi nella metà del XVII secolo. Le statue e la decorazione Rococò dei saloni furono aggiunte nel XVIII secolo.